# Mount Fuchík
Mount Fuchík är ett berg i Antarktis. Det ligger i Östantarktis. Norge gör anspråk på området. Toppen på Mount Fuchík är 2 305 meter över havet.
Terrängen runt Mount Fuchík är kuperad åt sydost, men åt nordväst är den platt. Trakten är obefolkad. Det finns inga samhällen i närheten.